# Cerkev svetega Demetrija v Solunu
Cerkev svetega demetrija, ali Hagios Demetrios (Grško: Άγιος Δημήτριος), je glavno solunsko svetišče posvečeno svetemu Demetriju, svetniku pokrovitelju mesta. Kot del starokrščanskih in vzhodnorimskih spomenikov Soluna, je na seznamu svetovne dediščine UNESCO od l. 1988.

## Zgodovina
Prvotna cerkev na tem območju je bila postavljena v 4. stoletju našega štetja, ko je krščanstvo postala dovoljena religija v rimskem imperiju. Takratni Solun je bil za Aleksandrijo, Rimom in Carigradom največje mesto v rimskem imperiju, mesto, sedež rimske province Macedonia Prima je bilo znano predvsem po tem, da je večina njegovih prebivalcev prestopila v krščanstvo v 2. stoletju našega štetja - prej, kot se je to zgodilo v drugih delih rimskega imperija. Prvotna stavba je bila enoladijska starokrščanska oratorija (slavnostna govorniška dvorana), ki jo je stoletje pozneje prefekt Leontios nadgradil v triladijsko baziliko.
Današnja podoba cerkve izhaja iz let 629 - 634, ko je bila v čast zmage vzhodnorimskih zaščitnikov Soluna nad Slovani in Avari preurejena v petladijsko baziliko in bogato okrašena z mozaiki, ki upodabljajo solunskega pokrovitelja svetega Demetrija v različnih vlogah. V notranjosti cerkve je nekoč stal kiborium ali grobnica svetega Demetrija, manjša stavba šesterokotne oblike podobna oltarju. Stavba v notranjosti bazilike je imela dvoje vrat, v notranjosti pa so hranili fotelj svetega Demetrija. Posmrtnih ostankov Demetrija konstrukcija ni vsebovala, zato je bila vloga grobnice zgolj simbolna.
Bazilika je znana po šestih ohranjenih mozaičnih ploščah, ki prikazujejo svetega Demetrija z guvernerjem Soluna in verskim dostojanstvenikom, v pokroviteljski drži nad dvema otrokoma. Napis pod eno izmed upodobitev slavi boga, ker je meščane Soluna odrešil pred obleganjem Slovanov in Avarov l. 612. Cerkev je bila v celoti okrašena tudi z drugimi mozaiki in grško-rimski reliefi, ki pa so bili večinoma izgubljeni po požaru l. 1917, in jih danes poznamo po črno-belih fotografijah. Po požaru l. 1917 je trajalo desetletja, da so cerkev ponovno obnovili, ta pa je v nekoliko spremenjeni obliki od prvotne. cerkev so ponovno posvetili leta 1949.

## Sveti Demetrij
Sveti Demetrij iz Soluna je eden izmed dveh pravoslavnih vojaških svetnikov, hkrati pa tudi zgodovinska oseba iz antičnega Soluna. Rojen je bil leta 270 v vplivni senatorski družini. Domnevno je kot sveti Georgij tudi Demetrij postal pomemben častnik v rimski vojski, vendar je bil zaradi svoje krščanske vere okoli leta 306 ubit tako, da so ga prepoidli s šestimi kopji. Po tem, ko je čez nekaj let s Konstantinovim odlokom krščanstvo postalo dovoljena vera v Rimskem cesarstvu, je bil Demetrij proglašen za svetnika in pokrovitelja mesta. V poznejših stoletjih je čaščenje svetega Demetrija v vojaške namene postalo zelo priljubljeno; zmage nad barbarskimi ljudstvi pa so pripisovali intervenciji Demetrija.